# Bomolocha leucoptera
Bomolocha leucoptera är en fjärilsart som beskrevs av Druce 1901. Bomolocha leucoptera ingår i släktet Bomolocha och familjen nattflyn. Inga underarter finns listade i Catalogue of Life.